# 1002

1002(천이)는 1001보다 크고 1003보다 작은 자연수다.

## 수학
- 합성수로, 그 약수는 1, 2, 3, 6, 167, 334, 501, 1002이다. 진약수의 합은 1014이므로, 1002는 과잉수다.
  - 제곱 인수가 없는 가장 작은 네 자리 과잉수다.
- 137번째 쐐기수다. 앞의 쐐기수는 1001, 다음 쐐기수는 1005다.
- 90번째 불가촉수이자, 가장 작은 네 자리 불가촉수다. 앞의 불가촉수는 996, 다음은 1028이다.

## 교통
- 1002번 지방도: 경상남도 하동군 하동읍에서 창원시 마산합포구 구산면 원전항까지 이어지는 대한민국의 지방도.
- 1002번 홋카이도도(일본어판)

## 군사
- U-1002(영어판, 독일어판): 제2차 세계 대전에 사용된 나치 독일의 군용 잠수함.

## 문화유산
- 대한민국의 보물 제1002호: 권주 종가 문적

## 기타
- 날짜: 10월 2일
- 연도: 1002년, 기원전 1002년